# Теоретична стеля
Теорети́чна сте́ля (або стати́чна сте́ля) літального апарата — найбільша висота польоту, на котрій при максимальній тязі двигунів швидкість вертикального підйому дорівнює нулю. Щодо вертольотів використовують термін сте́ля висі́ння. На цій висоті у літального апарата повістю відсутній надлишок тяги. У звʼязку з цим немає можливості здійснювати подальший підйом, а горизонтальний політ можливий тільки на найвигіднішій швидкості і при найвигіднішому куті атаки.
Через відсутність надлишку тяги, будь-яке порушення режиму польоту призводить до значної втрати висоти. Через це політ на теоретичній стелі є практично нездійсненним. Ще однією причиною нездійсненності польоту на висоті теоретичної стелі є те, що надлишок тяги при близьких до теоретичної стелі висотах є вкрай малим і для набору висоти що залишилась, потрібно надто багато часу.